# 斑鰭植鰕虎
斑鰭植鰕虎（学名：Fusigobius signipinnis），又名斑鰭紡錘鰕虎魚，为辐鳍鱼纲虾虎鱼目鰕虎科植鰕虎屬下的一个种，该物种分布于印度洋-太平洋海域，体长可达3.5公分。